# 玛莎·曼斯菲尔德
玛莎·曼斯菲尔德（英語：Martha Mansfield，1899年7月14日—1923年11月30日），美国默片时期的女演员。

## 生平
玛莎·曼斯菲尔德原名“玛莎·埃里希”（Martha Ehrlich），出生于美国纽约，下面有一个小六岁的妹妹。 由于她的母亲哈丽特来自俄亥俄州的曼斯菲尔德，因此她以母亲家乡作为自己的艺名。:239
曼斯菲尔德14岁时决定成为一名女演员，先是在百老汇表演，后来出现了一系列默片电影，较为出名的是1920年与约翰·巴里摩尔共同出演的《化身博士》。

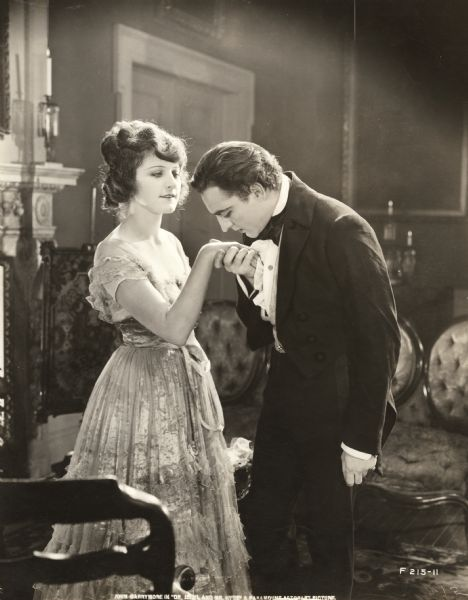
曼斯菲尔德与约翰·巴里摩尔在1920年默片《化身博士》中的剧照。

## 去世

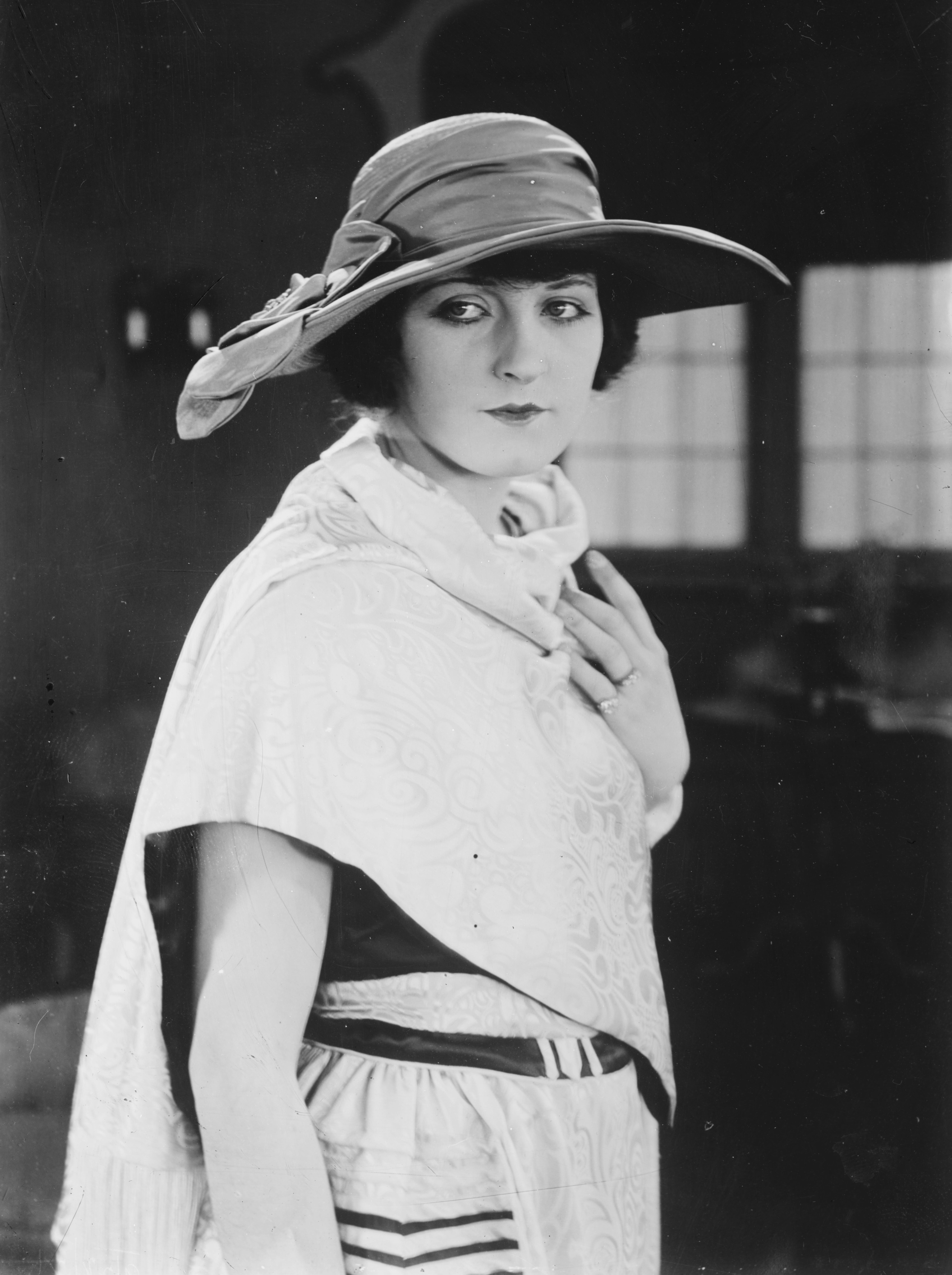
曼斯菲尔德，拍摄日期不详。

1923年11月29日，曼斯菲尔德在得克萨斯州圣安东尼奥拍摄电影《维吉尼亚州的瓦伦一家》的片场休息时，某根点燃的火柴不慎被扔进曼斯菲尔德所坐的车内。虽然她的脸和颈部得以避免，但全身大面积严重烧伤。曼斯菲尔德被紧急送往医院，但仍在次日不幸身亡，年仅24岁。遗体被运回纽约市的布朗克斯区安葬。:244扔火柴者的身份至今仍是个谜。有说法称是曼斯菲尔德本人想要抽烟缓解紧张的神经，但火柴或点燃的烟不小心掉落点燃她身上穿的裙子导致意外。然而这个说法被她母亲哈丽特否定了，曾说吸烟会让女儿“感到不舒服”。:243